# Пилипчук Анатолій Петрович
Анато́лій Петро́вич Пилипчу́к (нар. 3 січня 1944, Київ, Українська РСР — пом. 1997, Київ, Україна) — український футболіст радянських часів, нападник та півзахисник, з 1967 року — майстер спорту СРСР.

## Життєпис
Вихованець Київського ДЮСШ-1.
В 1962—1964 роках — гравець «Динамо» (Київ), 33 гри за дубль, 8 голів.
1965—1967 — «Шахтар» (Донецьк) — 29 ігор, 7 забитих м'ячів.
Сезон 1968 — «Динамо» (Київ) — 20 ігор, 2 голи.
1969—1971 роки — «Шахтар» (Донецьк) — 54 гри, 11 голів.
1971—1976 роки — «Дніпро» (Дніпропетровськ) — 137 ігор, 12 голів, 3 гри в Кубку.
Чемпіон СРСР 1968 року.
В переліку «33-х найкращих футболістів СРСР» — у 1965 році — третій, 1966 року — другий.
Працював тренером, серед його вихованців — Мороз Віктор Васильович.